# Ulota mandonii
Ulota mandonii là một loài Rêu trong họ Orthotrichaceae. Loài này được (Schimp. ex Hampe) A. Jaeger miêu tả khoa học đầu tiên năm 1874.